# Auning (parochie)
Auning is een parochie van de Deense Volkskerk in de Deense gemeente Norddjurs, rond de plaats Auning. De parochie maakt deel uit van het bisdom Århus en telt 2488 kerkleden op een bevolking van 2714 (2004). 
De parochie was tot 1970 deel van Sønderhald Herred. In dat jaar werd de parochie opgenomen in de nieuwe gemeente Sønderhald. Het gebied ging in 2007 op in de fusiegemeente Norddjurs.